# Omphale elongata
Omphale elongata är en stekelart som först beskrevs av Girault 1915.  Omphale elongata ingår i släktet Omphale och familjen finglanssteklar. Inga underarter finns listade i Catalogue of Life.